# Aviatico
Aviatico – miejscowość i gmina we Włoszech, w regionie Lombardia, w prowincji Bergamo.
Według danych na styczeń 2009 gminę zamieszkiwało 509 osób przy gęstości zaludnienia 60,4 os./1 km².